# Dirk Beheydt
Dirk Beheydt (Izegem, 17 oktober 1951) was een Belgische voetballer. Hij speelde als aanvaller.
In het begin van zijn carrière speelde Beheydt bij provincialer Winkel Sport, waar hij in 1975 werd weggehaald door eersteklasser Cercle Brugge. Beheydt debuteerde er op 15 augustus tegen AS Oostende en scoorde meteen op zijn debuut; het was bovendien de eerste wedstrijd van Cercle in het Olympiastadion. Beheydt werd direct een vaste waarde in de ploeg de komende seizoenen, en wist vlot te scoren. In 1976 en 1977 werd hij door de supporters van de ploeg tot Speler van Jaar verkozen.
Op 26 januari 1977 speelde Beheydt ook zijn eerste en uiteindelijk enig wedstrijd bij het nationale elftal, in een vriendschappelijke wedstrijd tegen Italië. In 1978 zakte hij met Cercle even naar Tweede Klasse, maar na een jaar kon de ploeg terugkeren naar de hoogste klasse. Beheydt bleef tot 1984 bij Cercle, waar hij in 270 competitiewedstrijden 99 maal wist te scoren.